# Graffiti

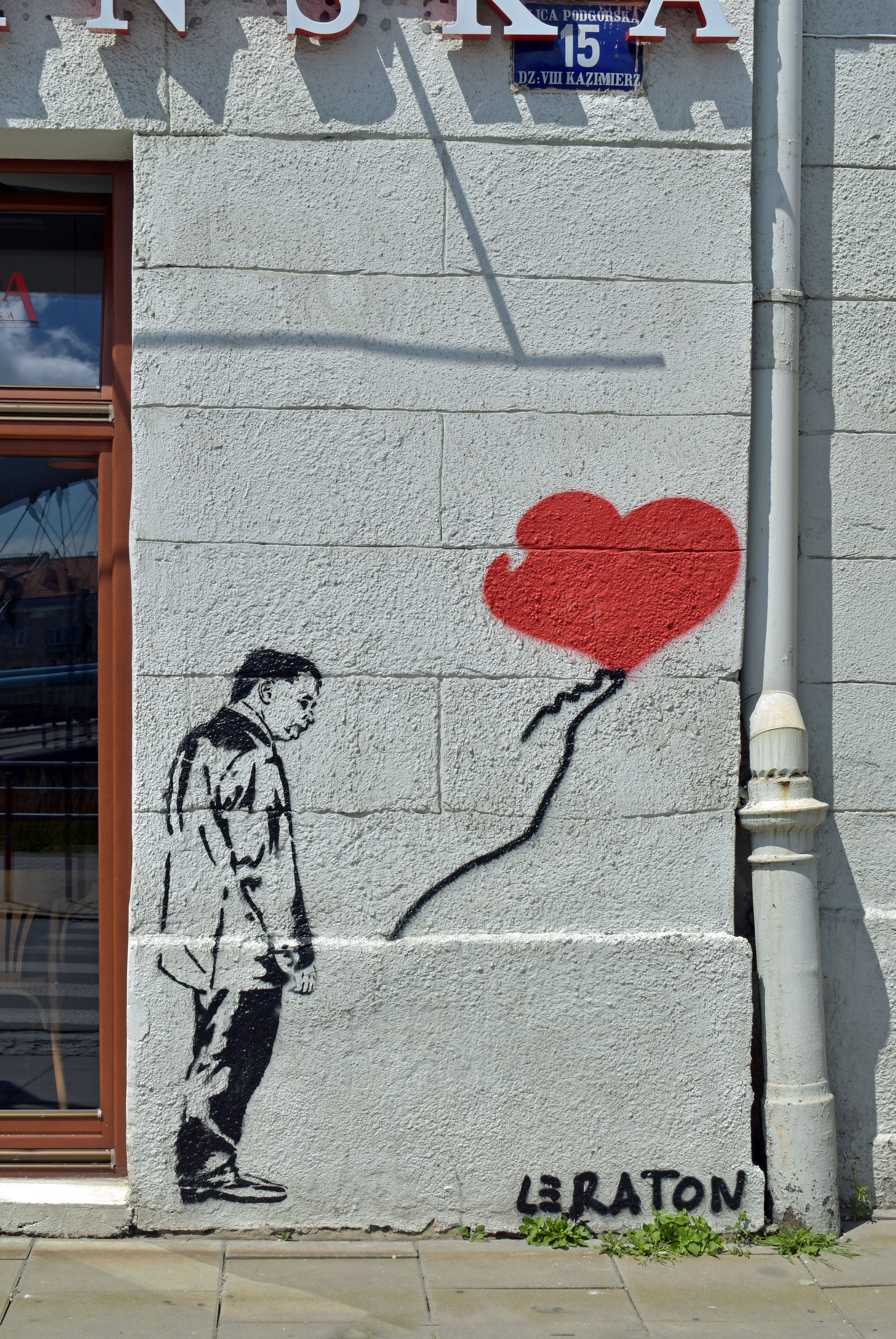
Graffiti (2020).
Kraków ul. Podgórska 15.

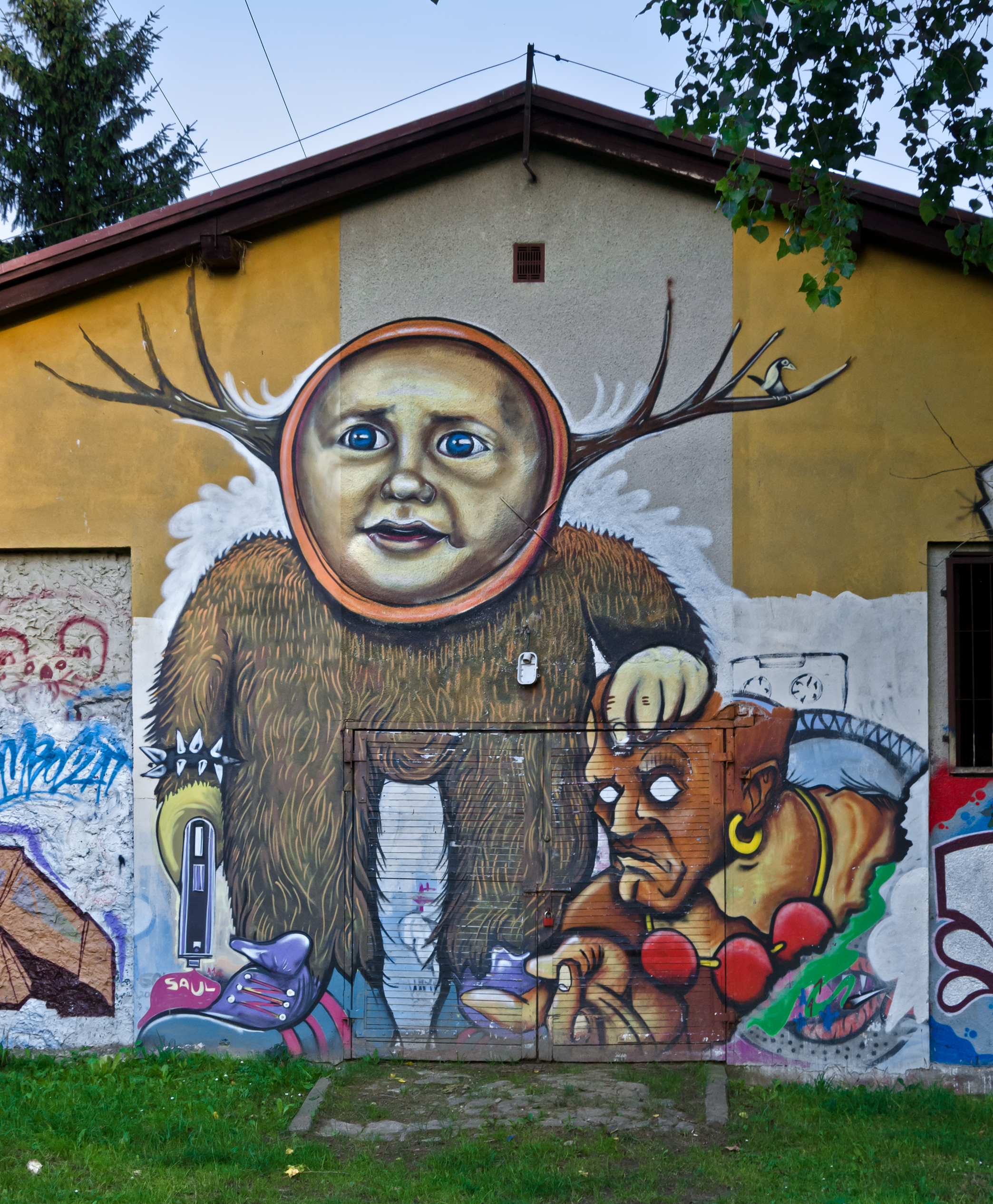
Graffiti na budynku w Kłodzku

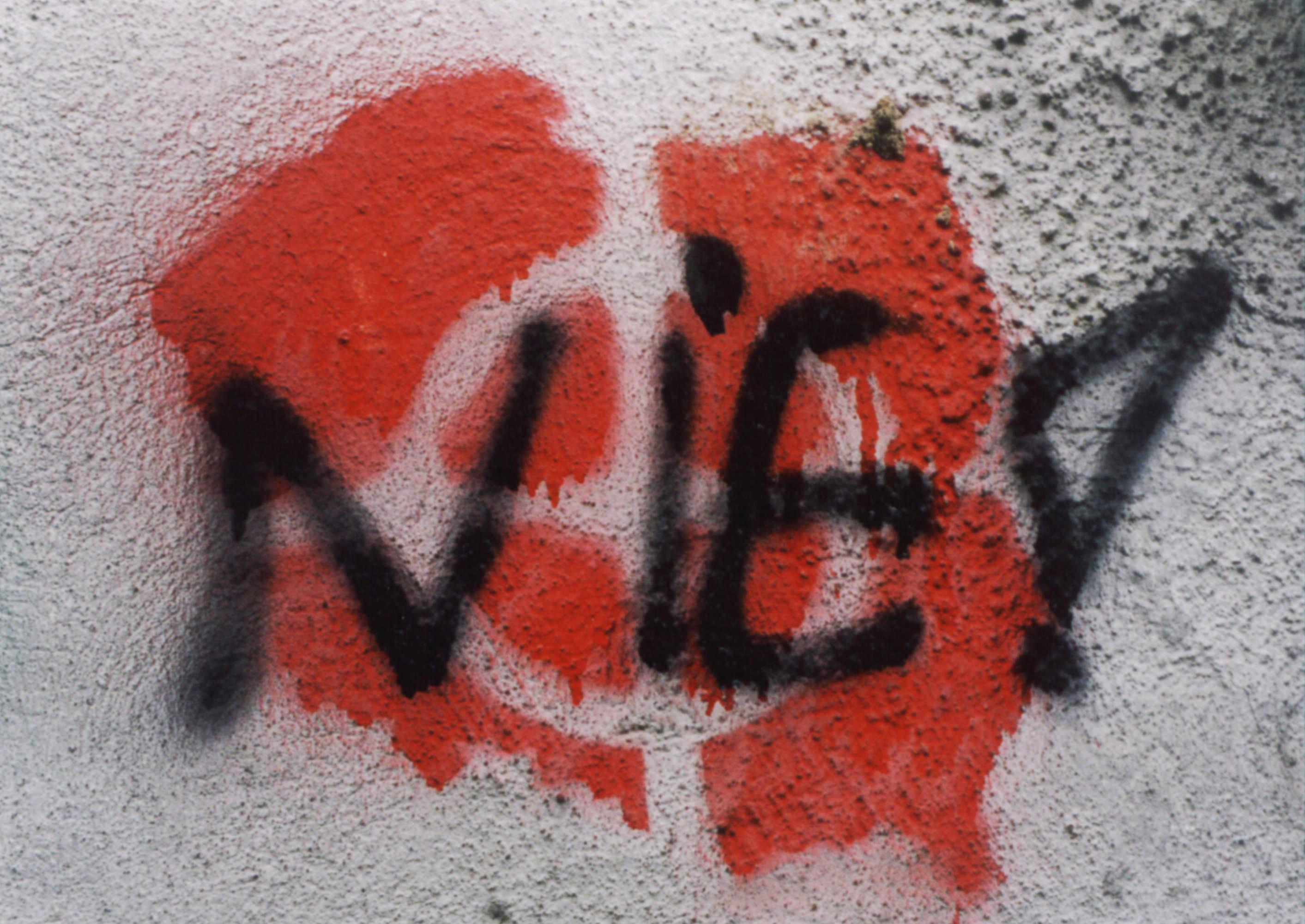
Przykład szablonu graffiti jako prezentacji własnych poglądów oraz przyczyny wojen na murach

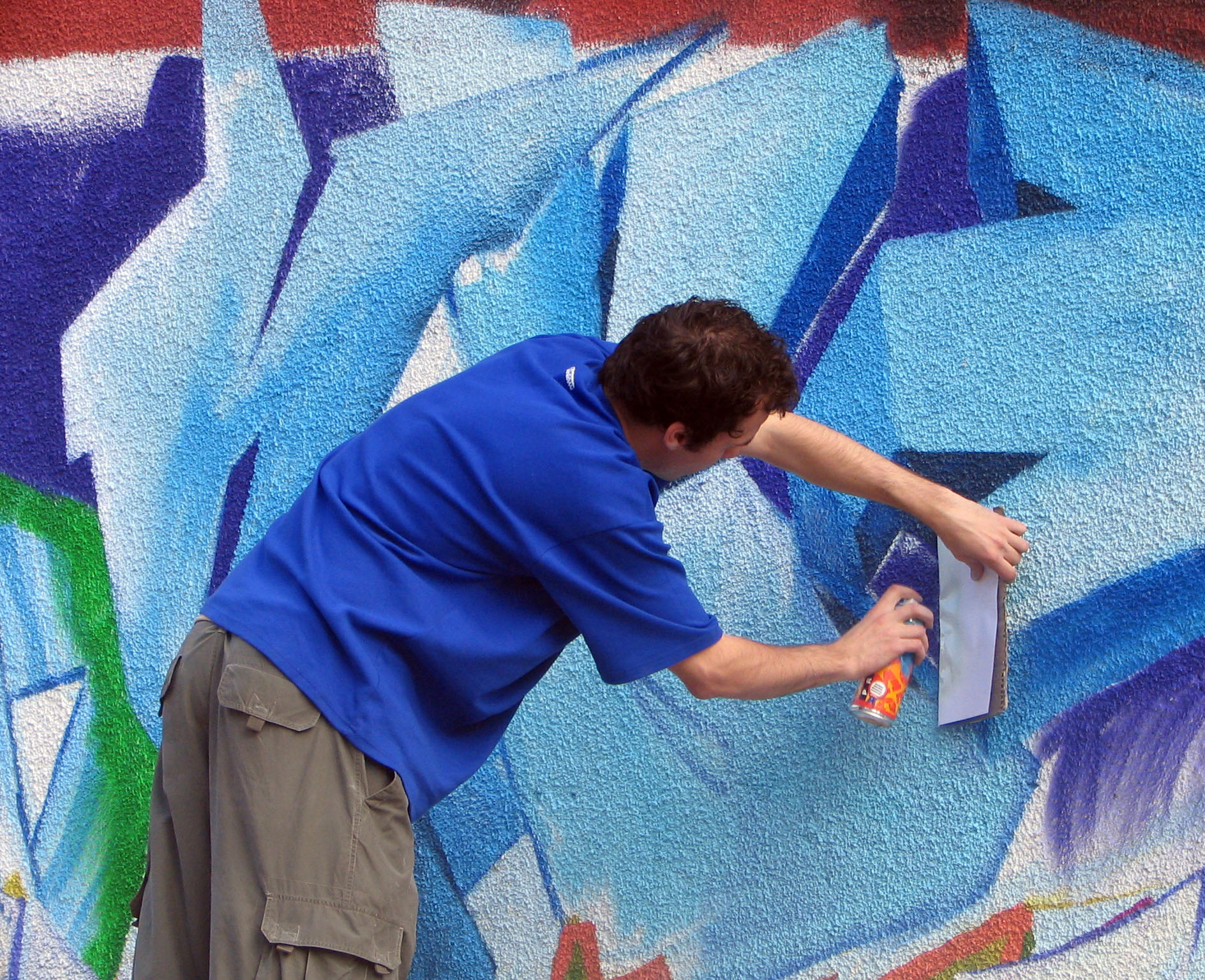
Tworzenie graffiti

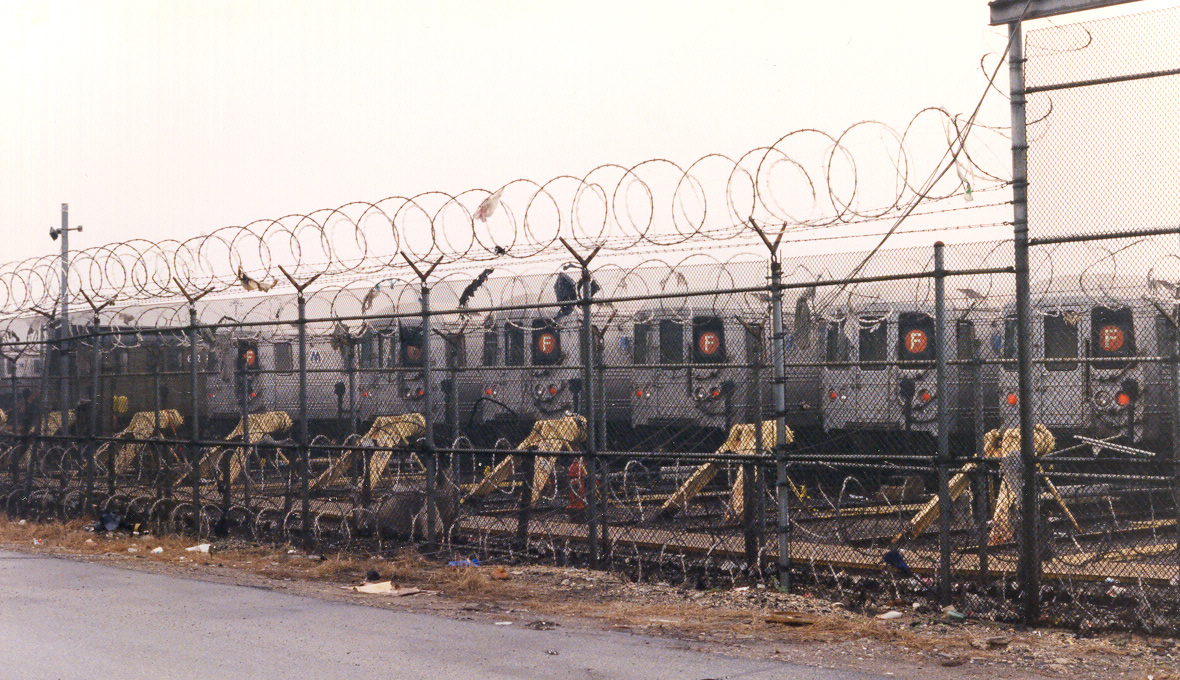
Wagony metra nowojorskiego w zajezdni, zabezpieczone przed „atakami” grafficiarzy. Na zabezpieczenie składają się dwa równoległe płoty wysokie do 4 metrów, z odstępem od siebie ok. 3 m, zwieńczone drutem ostrzowym, w przestrzeni pomiędzy płotami poruszają się patrole z psami

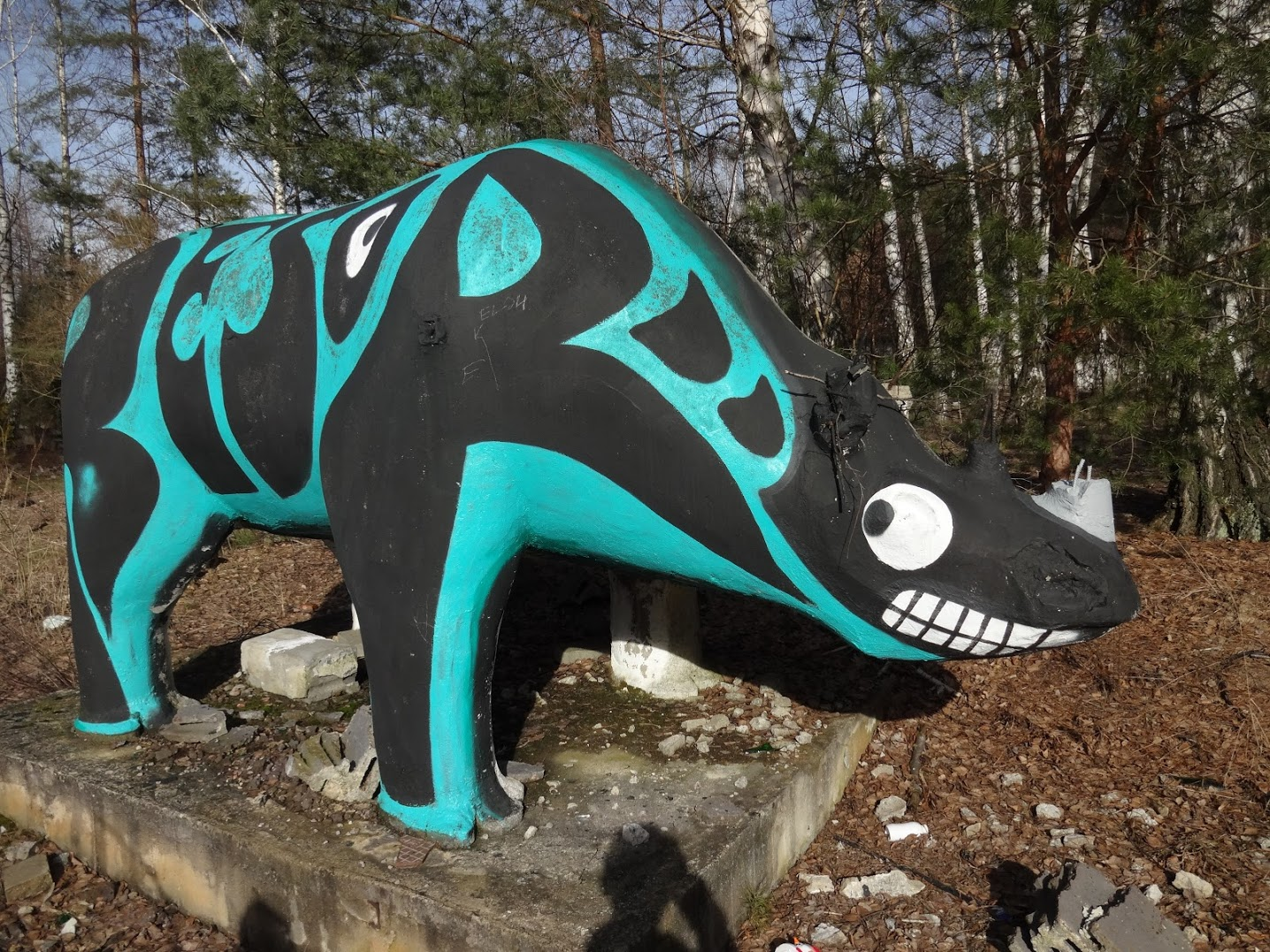
Przestrzenne graffiti na zdewastowanym betonowym nosorożcu w opuszczonym centrum medycyny alternatywnej.

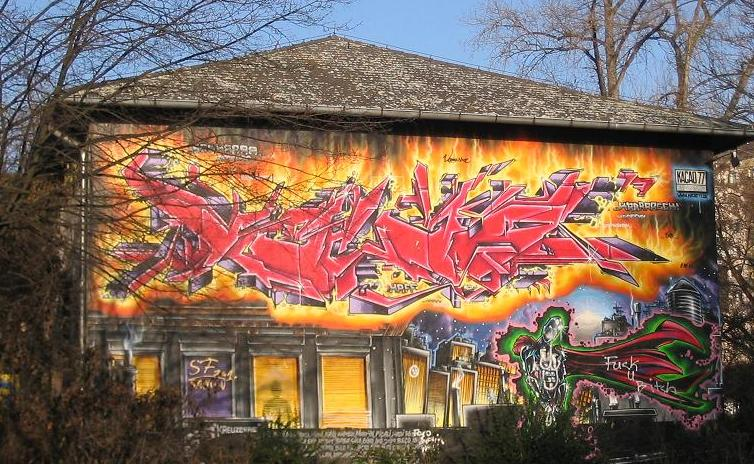
Berlin – Kreuzberg

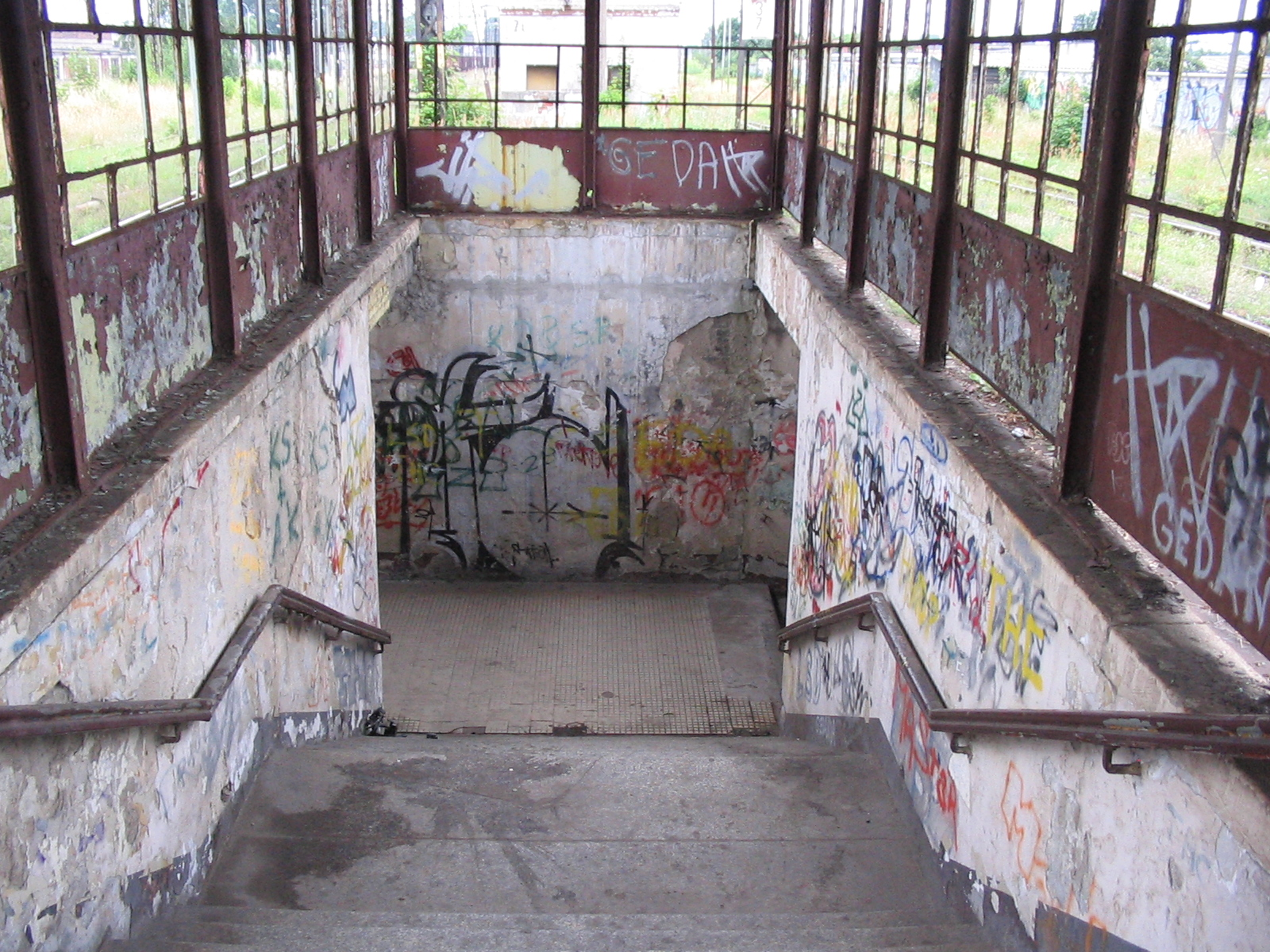
Przejście podziemne nieczynnego przystanku Gdańsk Kolonia – przykład wandalizmu zabawowego

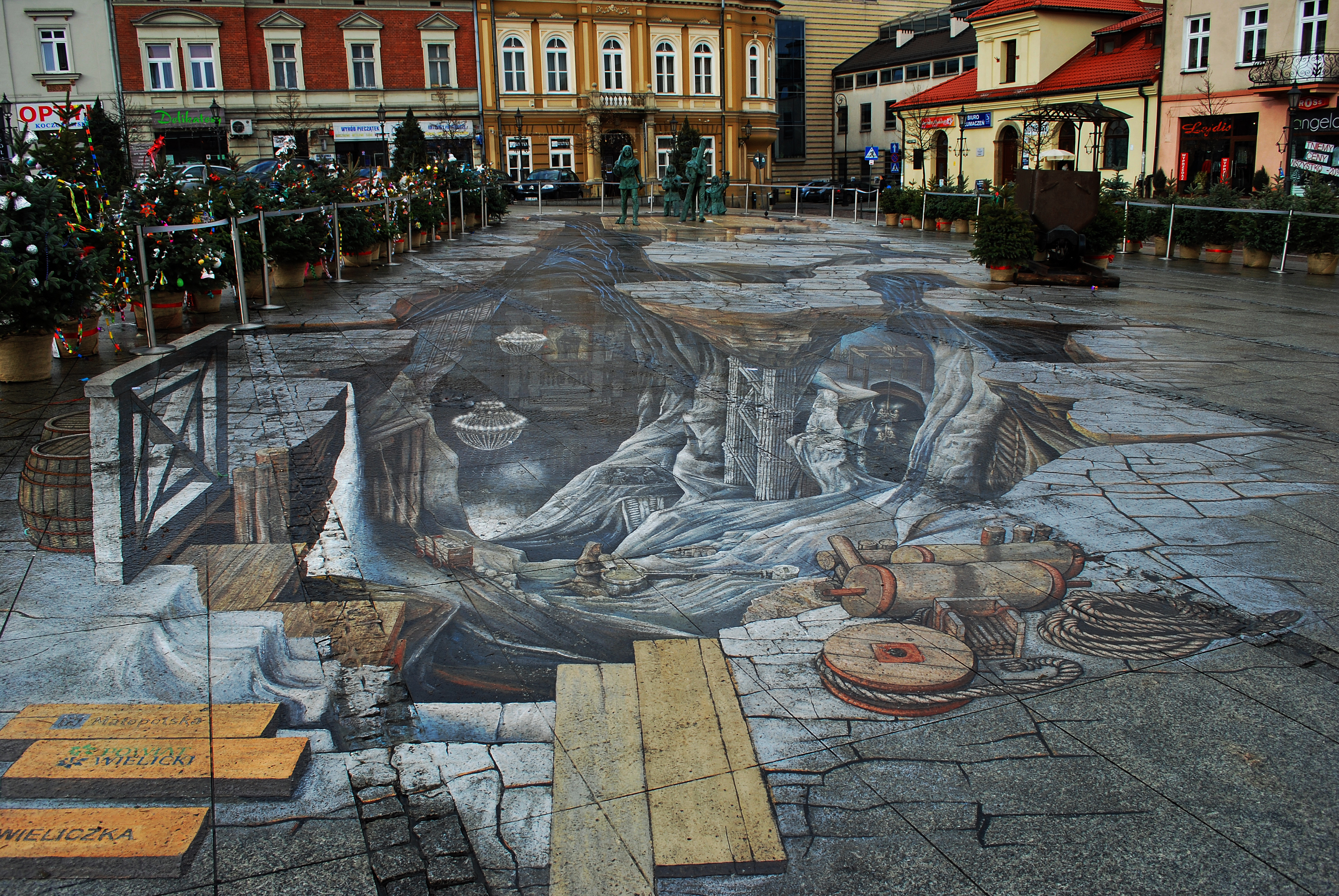
Malowidło 3D Solny Świat,
Rynek Górny, Wieliczka

Graffiti – nazwa zbiorcza, różniącej się tematem i przeznaczeniem, twórczości artystycznej, bazującej na umieszczaniu np. obrazów, podpisów, rysunków w przestrzeni publicznej lub prywatnej za pomocą różnych technik, najczęściej malowania sprayem lub pędzlem i sprayem przez szablon. Zazwyczaj tworzone jest anonimowo i bez odpowiednich zezwoleń lub – rzadziej – za zgodą albo na zamówienie właściciela pomalowanego obiektu, jak np. graffiti „Łobez – plan miasta” wykonany przez miejscowych twórców.
Graffiti, szczególnie nielegalnie umieszczane w przestrzeni publicznej, przez jednych traktowane jest jako akt wandalizmu, przez innych – jako forma sztuki.

## Technika
Graffiti dzieli się na malowanie „z ręki”, a więc za pomocą samych farb, oraz na malowanie polegające na przykładaniu do ściany wcześniej wykonanych, najczęściej stosunkowo niewielkich, szablonów i pokrywaniu wolnych obszarów farbą. Słowo graffiti w węższym znaczeniu oznacza wyłącznie grafikę wykonywaną tą drugą techniką. Taki rodzaj graffiti szczególnie często wykorzystywany jest w celu manifestacji politycznej, rzadziej w celach komercyjnych. Szybkość powielania powoduje, że graffiti szablonowe jest niemal wyłącznie domeną artystów „nielegalnych”.
Graffiti uliczne wykonywane jest też czasem za pomocą innych technik – np. pędzla i wodnej farby akrylowej, naśladuje się tutaj jednak zawsze efekty uzyskiwane za pomocą klasycznej metody z farbami w sprayu.

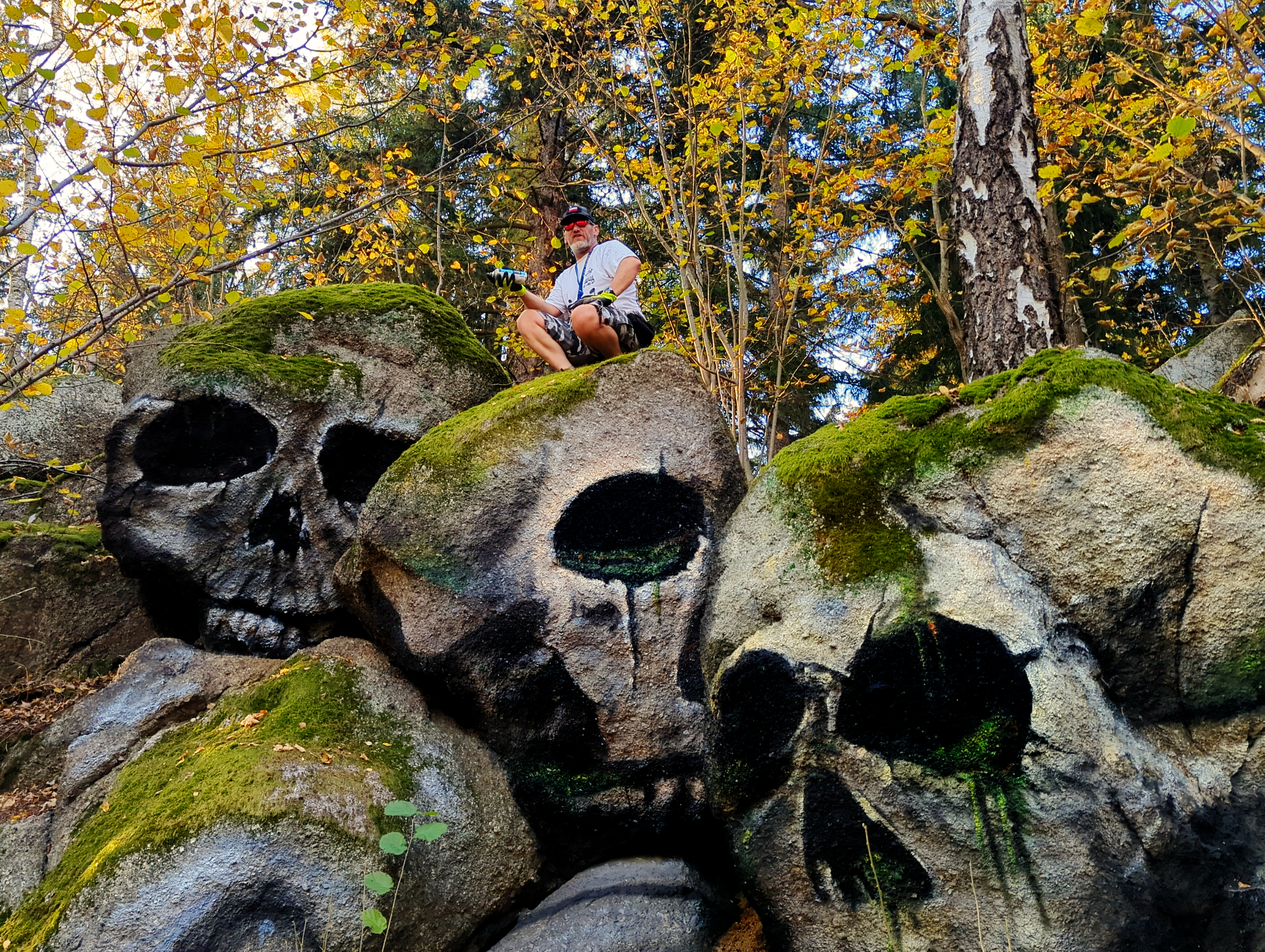
Wzgórze Czaszek - malowidło naskalne autorstwa Tomasza Miroszkina

Do malowania graffiti najczęściej używa się sprayu (farba w aerozolu w puszkach), a do tagów – markerów.
Istnieją też specjalne techniki wykonywania graffiti np. na powierzchniach drewnianych – przy pomocy specjalnych farb i środków chemicznych. Graffiti na drewnie nazywane jest „deskalem”.

## Formy graffiti
Istnieje wiele odmiennych rodzajów i technik wykonywania graffiti, których jasne rozgraniczenie nie zawsze jest możliwe. Szczególnie trudne jest odróżnienie graffiti od street artu – ich techniki często się przenikają.

### Style-Writing, tagowanie
Style-Writing (także writing lub tagowanie) jest obecnie najczęściej spotykaną i najbardziej rozpoznawalną formą graffiti, często utożsamianą z całym zagadnieniem.
Przez writing rozumie się pismo (litery i znaki) jako główny element obrazu kompozycyjnego służący twórcy do przedstawienia swojego artystycznego wyrazu. Może to służyć rozprzestrzenianiu imion (najczęściej pseudonimów) i zdobycie przez to popularności.
Przy tagowaniu, writerzy najczęściej posługują się własnym alfabetem, przez co tagowane wyrazy lub symbole mogą być trudne (niekiedy niemożliwe) do odczytania przez osoby trzecie.
Chociaż estetyka stoi tutaj na drugim planie, duże znaczenie ma również wypracowanie indywidualnego, rozpoznawalnego stylu.

### Scratching (wydrapywanie)
Scratching polega na wydrapywaniu tagów na szklanych lub plastikowych powierzchniach przy użyciu kamieni, noży lub papieru ściernego. Ta technika zapewnia dłuższą żywotność obrazu niż łatwiejszy do usunięcia writing.
Obie powyższe formy budzą kontrowersje i przez społeczeństwo są odbierane najczęściej jako czysty wandalizm; warstwa artystyczna nie jest dostrzegana.

### Graffiti polityczne
Graffiti polityczne służy najczęściej anonimowej prezentacji poglądów twórcy, skierowane zwykle przeciwko organowi władzy. Tematy dotyczą rozmaitych ideologii, religii, rasizmu, antysemityzmu lub np. dyskryminacji mniejszości. Jest ono również wyrazem niechęci społeczeństwa do polityków lub rozmaitych służb np. policji (zwłaszcza w państwach totalitarnych).
Najczęściej spotykaną formą graffiti politycznego są symbole lub slogany, umieszczane w widocznych miejscach, w celu zdobycia maksymalnej liczby odbiorców

### Graffiti przestrzenne
Malowanie elementów przestrzennych (nie płaskich) przestrzeni publicznej lub prywatnej. Używane jest najczęściej aby upodobnić obiekt malowany do innego rzeczywistego lub fikcyjnego przedmiotu. Występuje również jako forma malarstwa iluzjonistycznego, gdzie obiekt jest malowany w ten sposób, aby fakt użycia farb nie był dostrzegalny dla odbiorcy. Przykładem jest malowidło Wzgórze Czaszek w okolicy Jeleniej Góry, gdzie autor, artysta Tomasz Miroszkin stworzył rzeźbę olbrzymich czaszek na naturalnych skałach granitowych.Wzgórze Czaszek

## Historia
Zwyczaj pisania po murach celem przekazania określonych treści miał swoje początki już w czasach starożytnych. Antyczne źródła informują, że po bitwie pod Cheroneją na budynkach Aten pojawiły się liczne napisy ośmieszające Filipa II i Macedończyków. W Rzymie nagminnie pojawiały się też napisy ośmieszające lub krytykujące niektórych polityków, a nawet cezarów (m.in. Nerona). Napisy te nie zawsze jednak odnosiły się do polityki, często anonimowi autorzy wyrażali w nich uwielbienie dla niektórych sportowców, heter lub innych osób.
Początki graffiti w dzisiejszym tego słowa znaczeniu sięgają przełomu lat 60. i 70. XX wieku, kiedy to popularne stały się tzw. tagi – wykonane flamastrem lub farbą stylizowane zapisy imion/pseudonimów młodych ludzi, którzy w ten sposób znakowali teren. Nieco wcześniej, bo już na początku lat 50., graffiti posługiwali się członkowie awangardowego ugrupowania Lettrist International (m.in. Isidore Isou), a następnie sytuacjoniści (Guy Debord, Raoul Vaneigem, Ivan Chtcheglov). Ich wkład w upowszechnianie graffiti miał znaczący wpływ na paryski Maj '68 (m.in. słynne hasła: „Nigdy nie pracuj!”, „Władza w ręce wyobraźni”, „Plaża na ulicach”). Upowszechnienie farb w sprayu sprawiło, że napisy stały się większe, bardziej kolorowe i łatwiejsze do zauważenia. To właśnie tego typu formy stanowią graffiti w ścisłym znaczeniu.
Trudno jednoznacznie określić kiedy na ziemiach polskich pojawiały się pierwsze napisy na murach. Wiadomo, że w latach dwudziestych XIX wieku na ulicach Warszawy nieznani sprawcy umieszczali napisy w których ośmieszali okupujących kraj Rosjan, a przede wszystkim carskiego brata wielkiego księcia Konstantego. W przededniu wybuchu powstania listopadowego na drzwiach Belwederu, siedziby wielkiego księcia pojawiła się złośliwa informacja, że pałac jest na sprzedaż. W czasie powstania listopadowego mury Warszawy pokryte były patriotycznymi napisami zachęcającymi Warszawiaków do walki i wytrwania. Podobne napisy pojawiały się w Warszawie i wielu innych polskich miastach w okresie kolejnych powstań narodowych oraz rewolucji 1905 roku, jak również w okresie I wojny światowej i późniejszych walk o granice odrodzonej Polski. W czasie II wojny światowej młodzi ludzie działający w konspiracji malowali na murach hasła ośmieszające okupanta. Nowy okres rozwoju graffiti to początek lat 80., a dokładniej czas stanu wojennego, kiedy to pojawiały się na ulicach wielu miast prace wykonywane za pomocą szablonów lub po prostu pędzla. Ta forma aktywności twórczej i politycznej przybrała na sile pod koniec lat 80. także za sprawą Pomarańczowej Alternatywy i wielu innych mniejszych grup lokalnych w Polsce. W tym czasie pojawiły się pierwsze „fanziny” przedstawiające prace z całego kraju i były to „Nie daj się złapać” z Poznania, „Maluj Mury” z Poznania, „Graffiti” z Warszawy i „Spray” z Piły, które przyczyniły się bardzo do popularyzowania graffiti. Okres ten dobrze przedstawia album wydany w 1991 roku „Polskie mury. Graffiti – sztuka czy wandalizm”. Tak zwana nowa fala graffiti nastąpiła w latach 1992–1994, gdy grupa osób stosujących wcześniej technikę szablonową zaczęło malować ręcznie już tylko za pomocą farb w sprayu. Pozwoliło na to pojawienie się w sprzedaży pierwszych farb w aerozolu. Rozwój kontaktów, techniki i wymiany umiejętności możliwy był za sprawą Festiwali Graffiti, które odbyły się w 1994 roku w Lidzbarku Warmińskim i w 1995 roku w Bartoszycach, a także dzięki pojawieniu się nowego numeru „fanzina” „Maluj Mury” i „Brain Damage”. Dalszy rozkwit graffiti to jego popularyzowanie w takich gazetach młodzieżowych jak „X” czy „Ślizg”.
Graffiti ma dzisiaj także niezaprzeczalne znaczenie polityczne. Oprócz wspomnianej wyżej dwuznaczności łączącej się z legalnością tworzenia, nie można nie doceniać wpływu graffiti na ruch antyglobalistyczny, kiedy to w czasie kontrszczytów ulice miast pokrywają się politycznymi hasłami.
Ostatnio jednak graffiti nie jest tylko wyrazem buntu, a grafficiarze umieszczają swoje dzieła na budynkach prywatnych przedsiębiorstw czy punktów usługowych, tworząc w ten sposób specyficzną dla tych jednostek reklamę zewnętrzną.

## Jako przejaw wandalizmu
Graffiti pojawiające się na ścianach budynków często jest przejawem wandalizmu, z którym właściciele posesji starają się walczyć. Według danych z 2011 roku, w skali kraju wskaźnik zagrożenia niechcianym graffiti wynosił 182,2 aktów zniszczenia na 100 tys. mieszkańców. Właściciele zniszczonego mienia nie zawsze zgłaszają się na policję, ponieważ udaje się złapać zaledwie 30% sprawców (według danych MSWiA na 2011 rok). Przedsiębiorstwa szukające sposobów walki z plagą niechcianych graffiti spowodowały pojawienie się ubezpieczeń od zniszczeń przez graffiti; inne sposoby to ochrona lub pokrycie ścian powłokami ułatwiającymi zmywanie napisów.

## Regulacje prawne w Polsce
Za uprawianie graffiti można zostać pociągniętym do odpowiedzialności karnej. Wykonanie szpecącego graffiti kwalifikuje się jako wykroczenie lub jako przestępstwo w zależności od wartości wyrządzonej szkody. Gdy nie przekracza ona 500 złotych, mamy do czynienia z wykroczeniem. Sprawa podlega wówczas straży gminnej (miejskiej) i tam można ją zgłosić. Jeżeli wartość wynosi więcej niż 500 złotych, można zwrócić się do Policji, bowiem w grę wchodzi wówczas przestępstwo.
W Polsce mają zastosowanie przepisy art. 288 k.k. (zniszczenie mienia) lub art. 124 k.w. (zniszczenie rzeczy) w wypadkach najpoważniejszych naruszeń powiązanych z uszkodzeniem. Zwykłe bazgroły powinny zaś być ścigane z art. 63a k.w. (umieszczenie rysunku lub napisu bez zezwolenia) z orzeczeniem obowiązku naprawienia szkody.